# Barbara Matias
Barbara Matias, po mężu Rychłowicz (ur. 26 sierpnia 1943 w Krakowie, zm. 6 kwietnia 2000 tamże) – polska koszykarka, multimedalistka mistrzostw Polski.

## Osiągnięcia
Drużynowe
- Mistrzyni Polski:
  - 1963–1966
  - juniorek (1961)
- Brązowa medalistka mistrzostw Polski (1962)
- Zdobywczyni Pucharu Polski (1966)
- Uczestniczka rozgrywek Pucharu Europy Mistrzyń Krajowych (1964/1965, 1965/1966 – 3. miejsce)

Pochowana na cmentarzu wojskowym przy ul. Prandoty w Krakowie (kw. LXXXVII-9-13). 

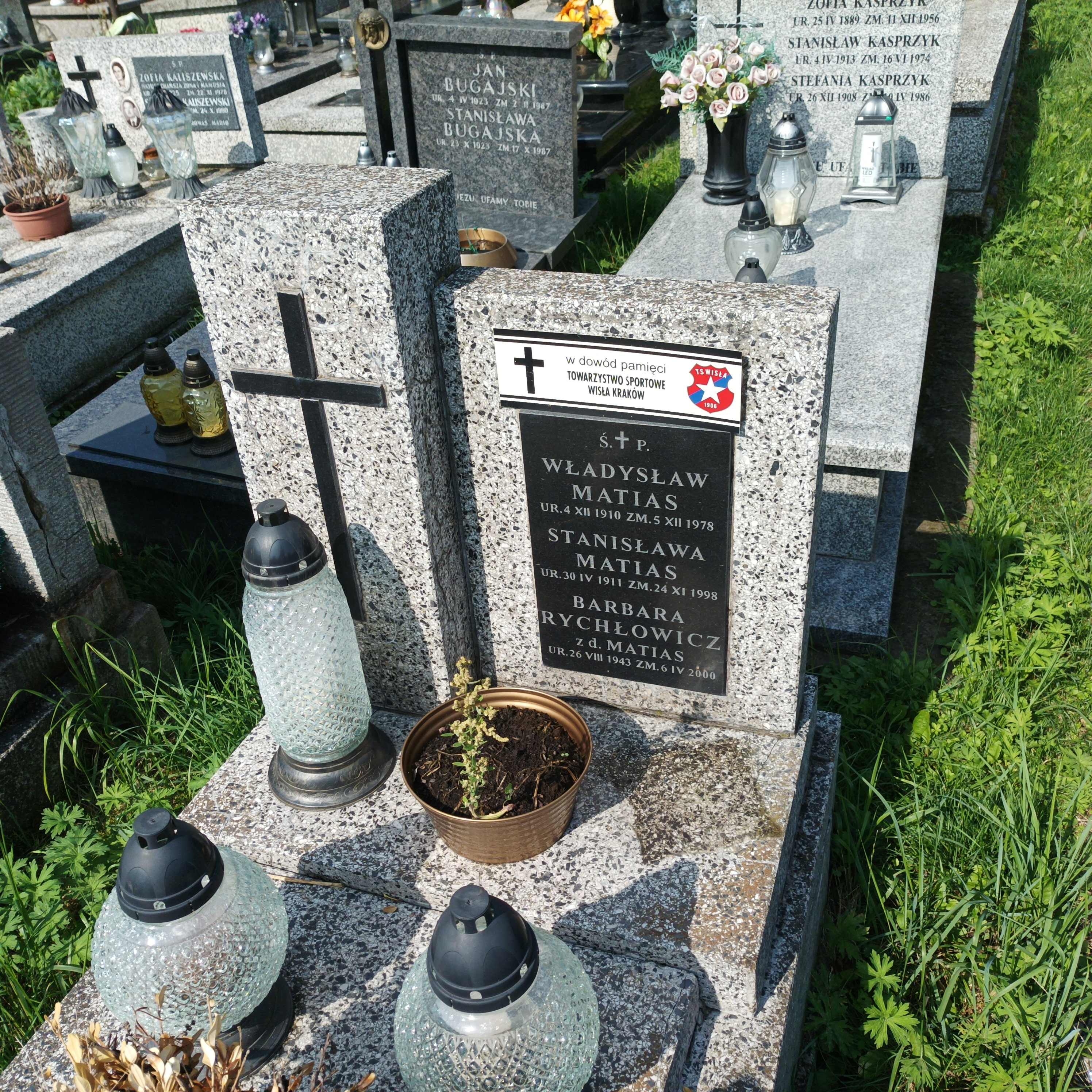
Grób Barbary Matias na cmentarzu wojskowym przy ul. Prandoty w Krakowie